# Ilie Dumitrescu
Ilie Dumitrescu (nascut el 6 de gener de 1969 a Bucarest, és un exfutbolista romanès, ja retirat, i actual entrenador de futbol.

## Trajectòria
Dumitrescu va entrar al 1977 a l'escola de l'Steaua de Bucarest, on va passar pels diferents divisions inferiors fins a arribar al primer equip a l'abril de 1987. Després de debutar a la Divizia A va ser cedit al FC Olt per guanyar experiència i on va esdevindre titular. Va tornar a l'Steaua, i va formar part de l'onze inicial a partir d'eixe moment, quan encara comptava amb 19 anys.
Ja com a capità de l'Steaua, va dur el seu equip als quarts de final de la Recopa de 1993, any en què també es va imposar a la lliga local.
El 1994, després del seu bon paper al Mundial dels Estats Units, el Tottenham Hotspur FC el va incorporar a la seua disciplina. Però, amb tot just uns mesos de competició, Dumitrescu es va veure implicat en un escandal a causa d'un article del sensacionalista News of the World, que tot i demostrar-se ser falsa, el club anglès el va cedir fins al final de lliga al Sevilla FC amb opció de compra. Al club andalús va fer una bona campanya i l'entrenador sevillista va intentar retindre'l, però el seu alt cost van fer desistir als directius del Sevilla.
Torna la temporada 95/96 al Tottenham, on només hi disputa la meitat de la competició abans de ser traspassat de nou al West Ham United FC. Solament va disputar deu partits amb el club londinenc. L'estiu de 1996 signa pel Club América mexicà, i a l'any següent per un altre equip del país, el CF Atlante.
Després de dos anys a Mèxic, retorna a l'Steaua, però només juga la primera meitat del campionat abans d'anunciar la seua retirada, amb 29 anys.

## Selecció
Dumitrescu va disputar 63 partits amb la selecció de futbol de Romania, marcant fins a 22 gols. Va debutar el 1988 i va formar part del combinat nacional fins a la seua retirada, deu anys després.
Va ser convocat per acudir al Mundial d'Itàlia 1990, on va jugar dos partits, però la seua màxima fita internacional l'assoliria quatre anys després als Estats Units, on Romania va arribar als quarts de final. Dumitrescu va jugar els cinc partits i va aconseguir dos gols en l'eliminatòria contra l'Argentina.

## Carrera com a entrenador
L'any 2000 va incorporar-se com a tècnic a l'Oţelul Galaţi, de la Divizia A. Després, va seguir al FCM Bacău i al FC Braşov abans de fer-se càrrec de la selecció romanesa sub-21, un càrrec que compaginaria amb la direcció de l'Alki Larnaca xipriota.
El 2003 es va establir definitivament a Xipre, com a entrenador de l'Apollon Limassol, on va ser nomenat millor tècnic d'eixe any. Posteriorment, va passar a la lliga grega a l'AEK Atenes. Després, a Grècia, va seguir en l'Egaleo FC, Akratitos, Kallithea FC i PAOK Salònica FC.
La seua tècnica es caracteritza per jugar amb equips fortament defensius, que recorden el catenaccio italià.